# Rissen
Rissen o en baix alemany Rissen és un barri del districte d'Altona a l'extremitat oest de l'estat d'Hamburg a Alemanya, a la frontera occidental toca amb Slesvig-Holstein. A la fi de 2010 tenia 14.763 habitants a una superfície de 16,6 km². Està regat pels Rissener Dorfgraben, l'Schulauer Moorgraben, l'Schnaakenmoorgraben, el Rüdigerau i el Laufgraben que desguassen via el Wedeler Au a l'Elba. Tot i trobar-se al marge de l'Elba, tots els rius desguassen vers el nord, perquè l'Elba hi passa arran de l'elevacicó del geest.

## Història

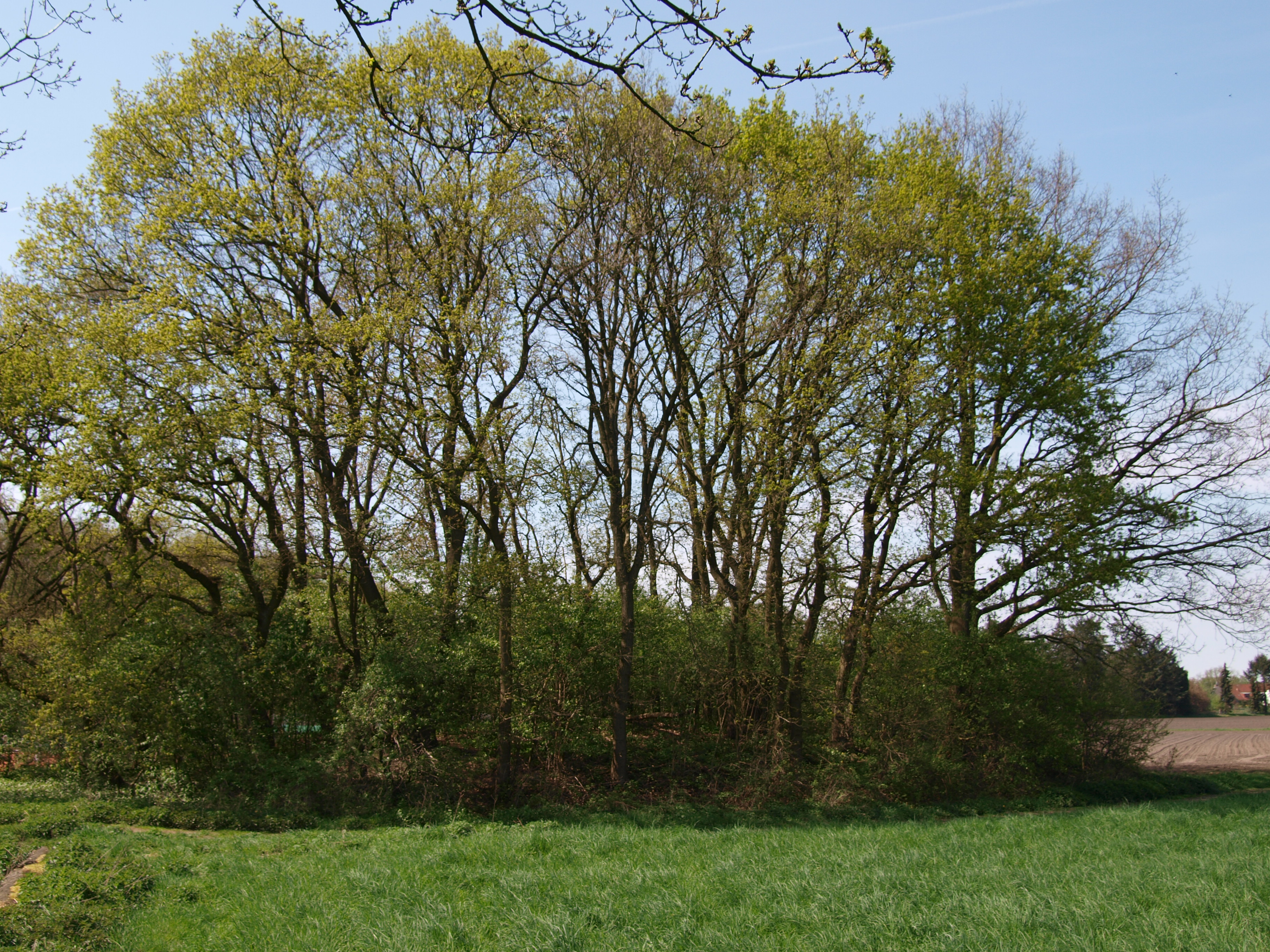
Túmul Lilienberg

L'aiguamoll de l'Schnaakenmoor fa uns 12.anys encar era un llac a l'entorn del qual s'instal·laron caçadors de rens. S'hi van trobar diversos tipus d'artefactes: megàlits, urnes, eines de ferro, forns de fer, joies de bronze. De l'era després daten uns túmuls. El terra al pla entre el geest que baixa a pic a l'Elba, Wittenbergen (= monts blancs, el nom prové de les dunes de sorra) i l'aiguamoll i l'Schnaakenmoor era poc fèrtil, turmentat per tempestes de sorra queda un endret poc hospitalari. Un acte del segle xiii atribueix un part de Rissen als comtes de Schauenburg una altra part pertanyia al capítol d'Hamburg.

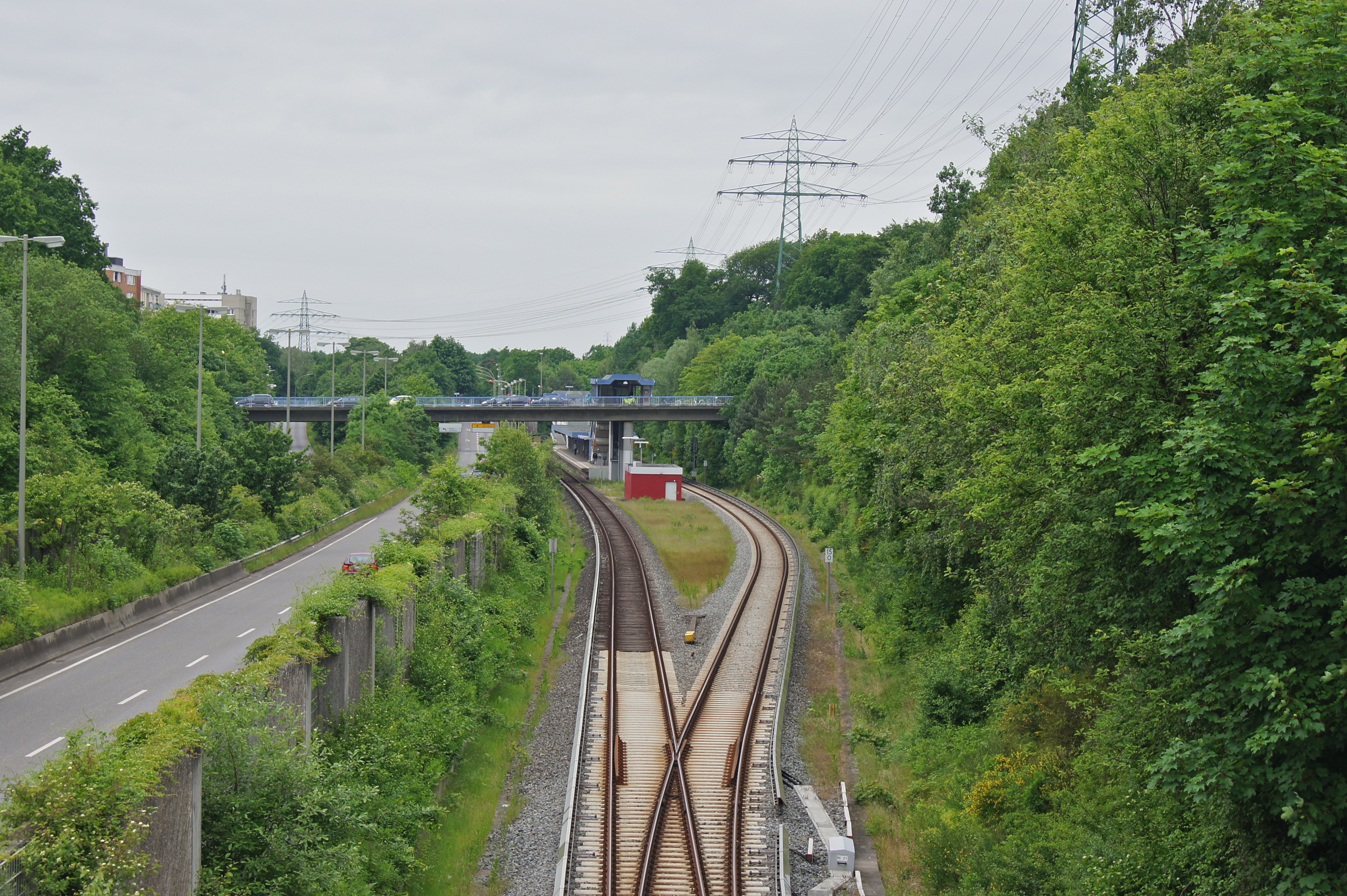
El ferrocarril i l'estació del metro S1

El 1640 passa a la senyoria de Pinneberg sota dominació danesa que el 1790 va reorganitzar la parcel·lació (Verkoppelung) per tal d'obtenir masos amb terres contigües. Hi havia deu masos complets d'una superfície d'un Hufe, (entre 7 i 10 hectàrees), 6 mitjos masos, 3 tercer i 2 quarter masos. Durant el segle xix, els pagesos van començar a vendre el seu terra a promotors immobiliaris, una activitat més rendible que el conreu del sòl sorrós. El 1866, el poble passà sota dominació prussiana. La construcció del ferrocarril de Wedel cap a Altona accelerà la urbanització i attreia un turisme d'excursionisme des d'Hamburg. El 1927 fusionà amb Altona i el 1937, després de la llei de l'àrea metropolitana d'Hamburg amb Hamburg. Vers la fi del segle xx, el darrer mas va deixar la seva activitat.

## Economia
No hi ha gaire activitat econòmica tret d'uns serveis de proximitat, un carrer de negocis i un hospital. La infraestructura de restauració està limitada i els nombrosos excursionistes als boscs i a les reserves naturals han de portar el seu pícnic.

## Llocs d'interès
- El Strandweg, passeig a la riba de l'Elba
- El bosc estatal Klövensteen
- El Parc natural Wittenbergen
- El parc natural Schnaakenmoor
- La Casa Rissen (Haus Rissen), una antiga vil·la al qual va instal·lar-se un institut independent de formació política a la democracia i al l'economia del mercat social.
- Diverses vil·les de l'inici del segle xx, com la Vil·la Gutschow la casa Haus Blunck (arquitecte Karl Schneider) i la vil·la Landhaus Münchmeyer.

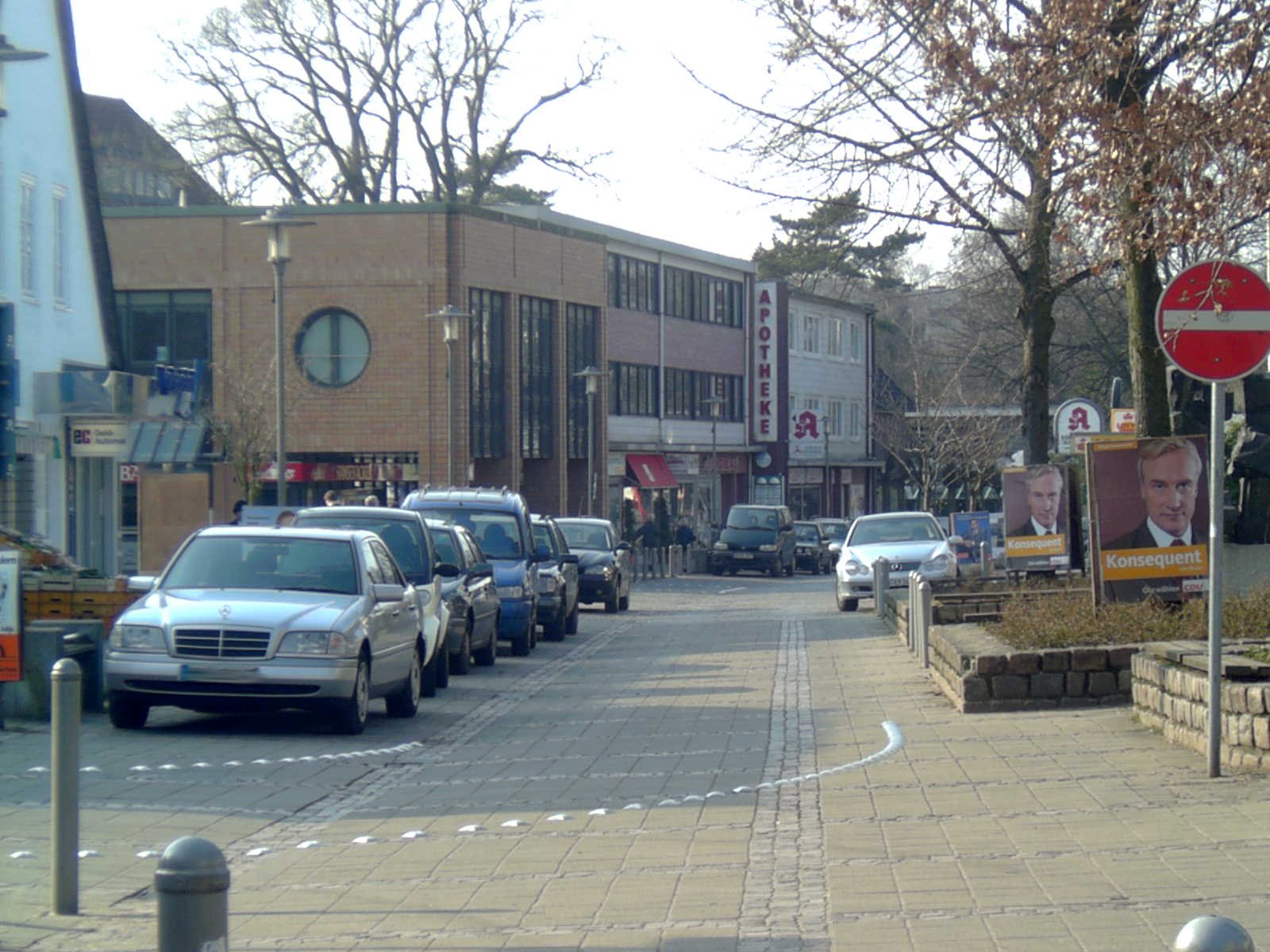
Arquitectura funcionalista al carrer Wedeler Straße
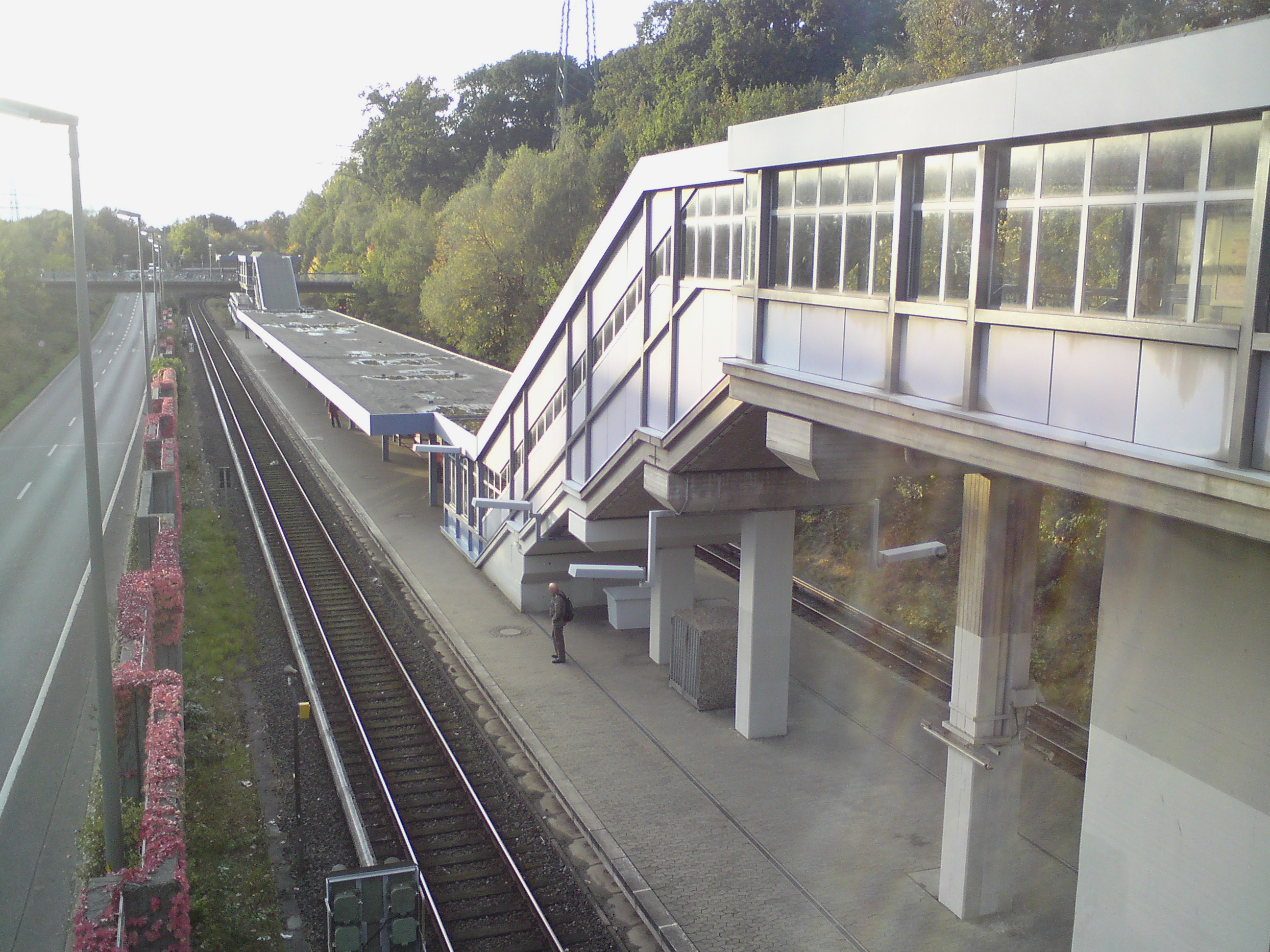
Arquitectura funcionalista: l'estació
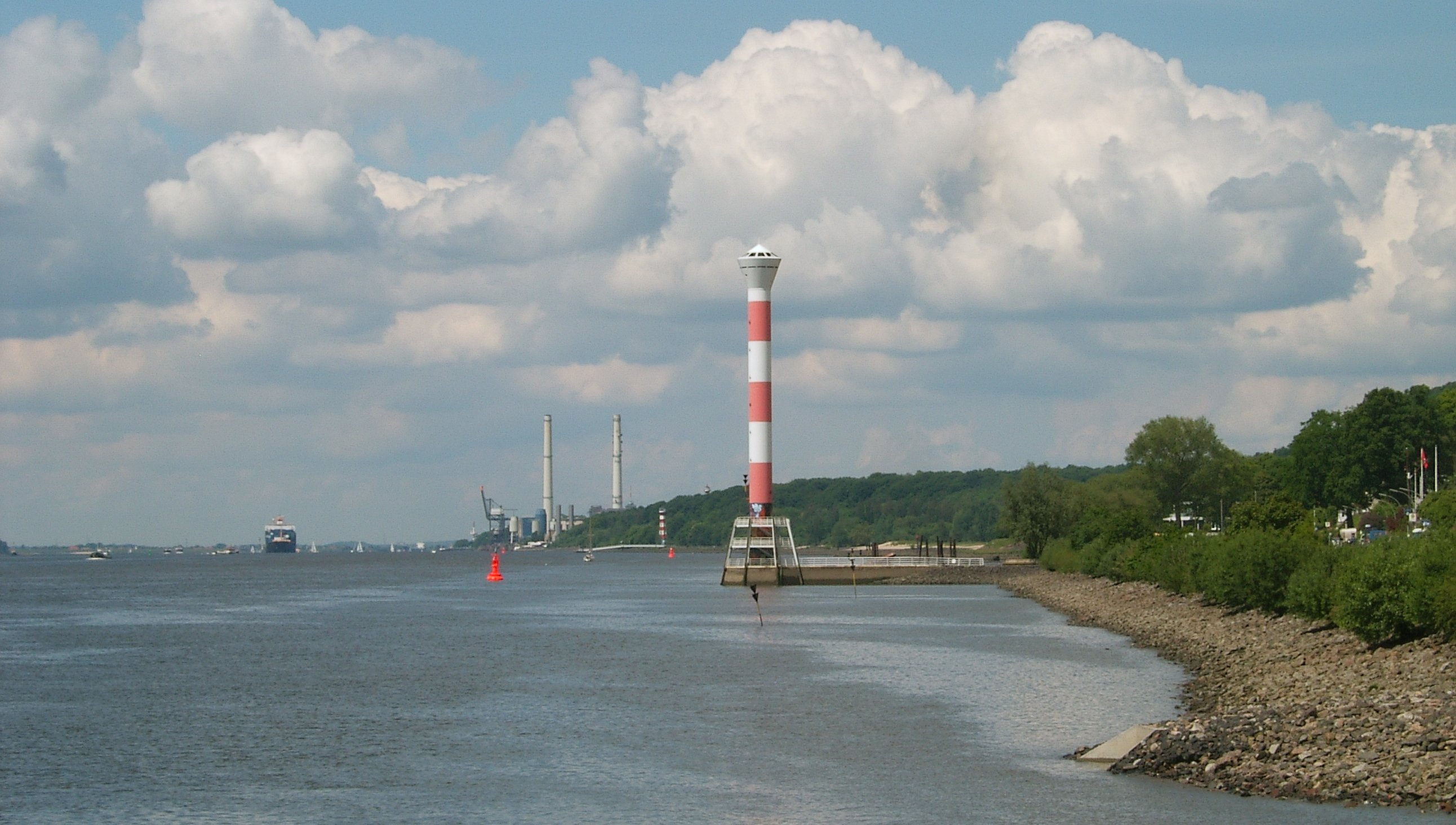
El passeig (Strandweg) a la platja de l'Elba
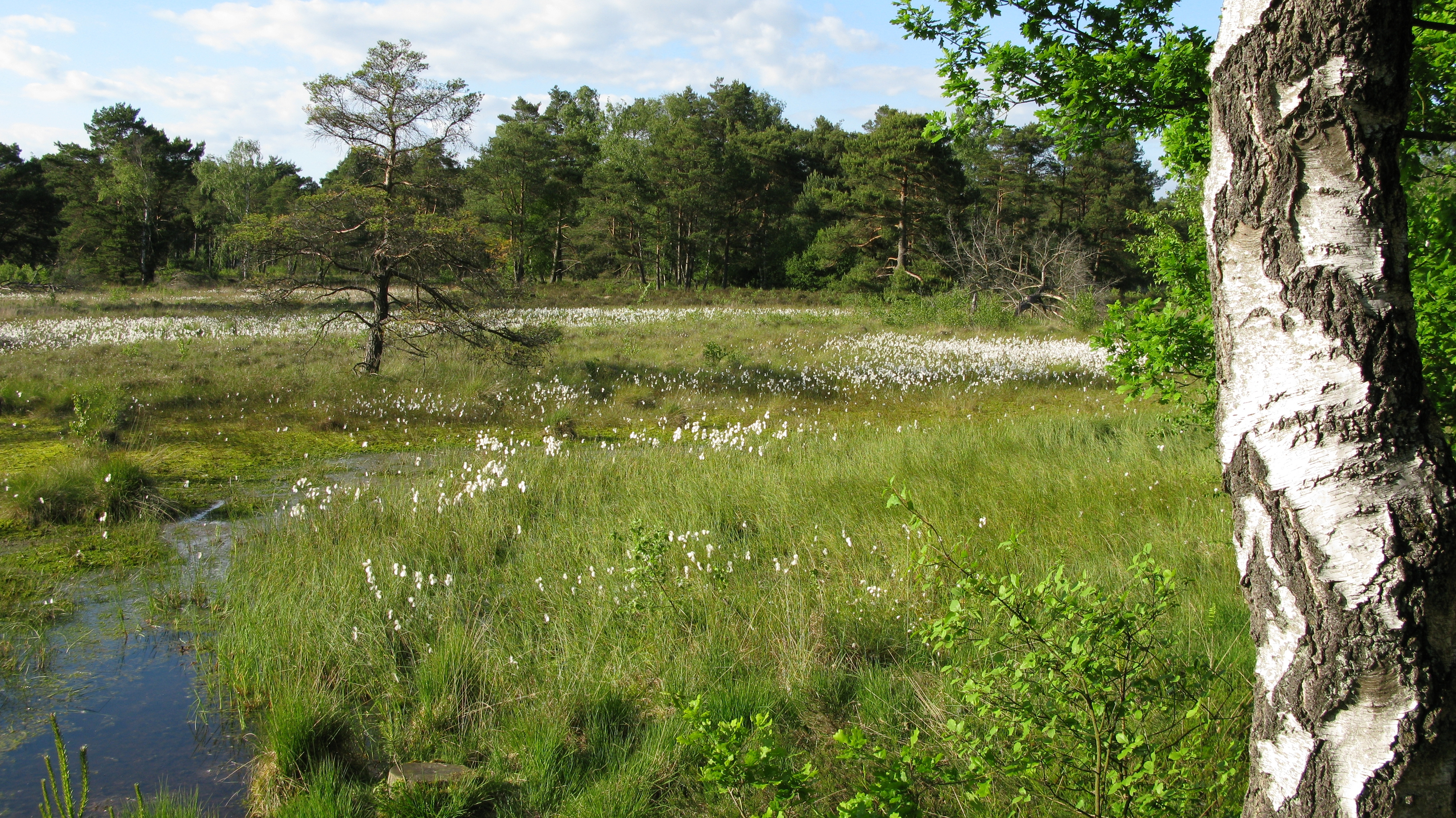
La reserva natural Schnaakenmoor
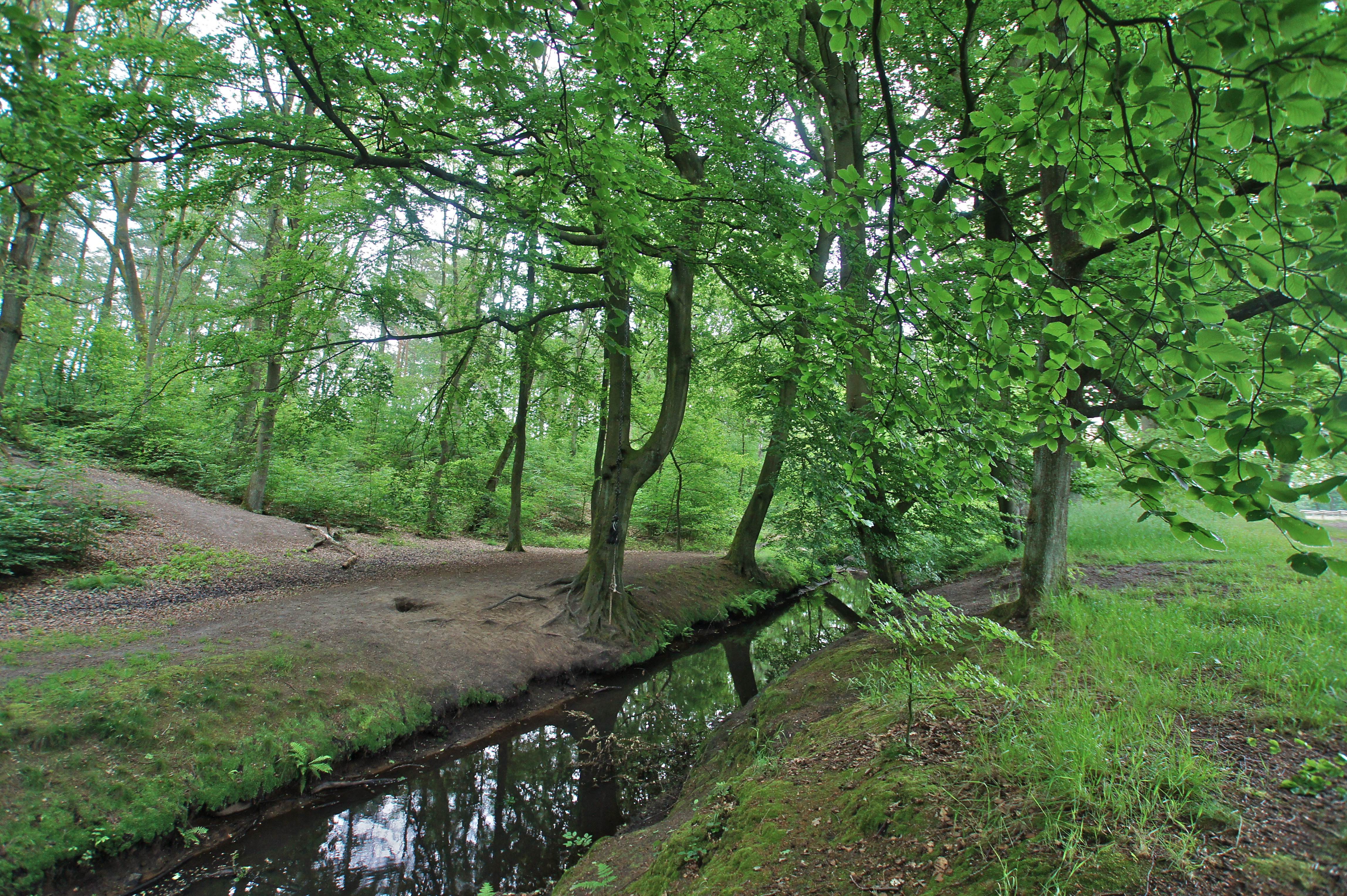
El sender al llarg del Wedeler Au al bosc d'estat
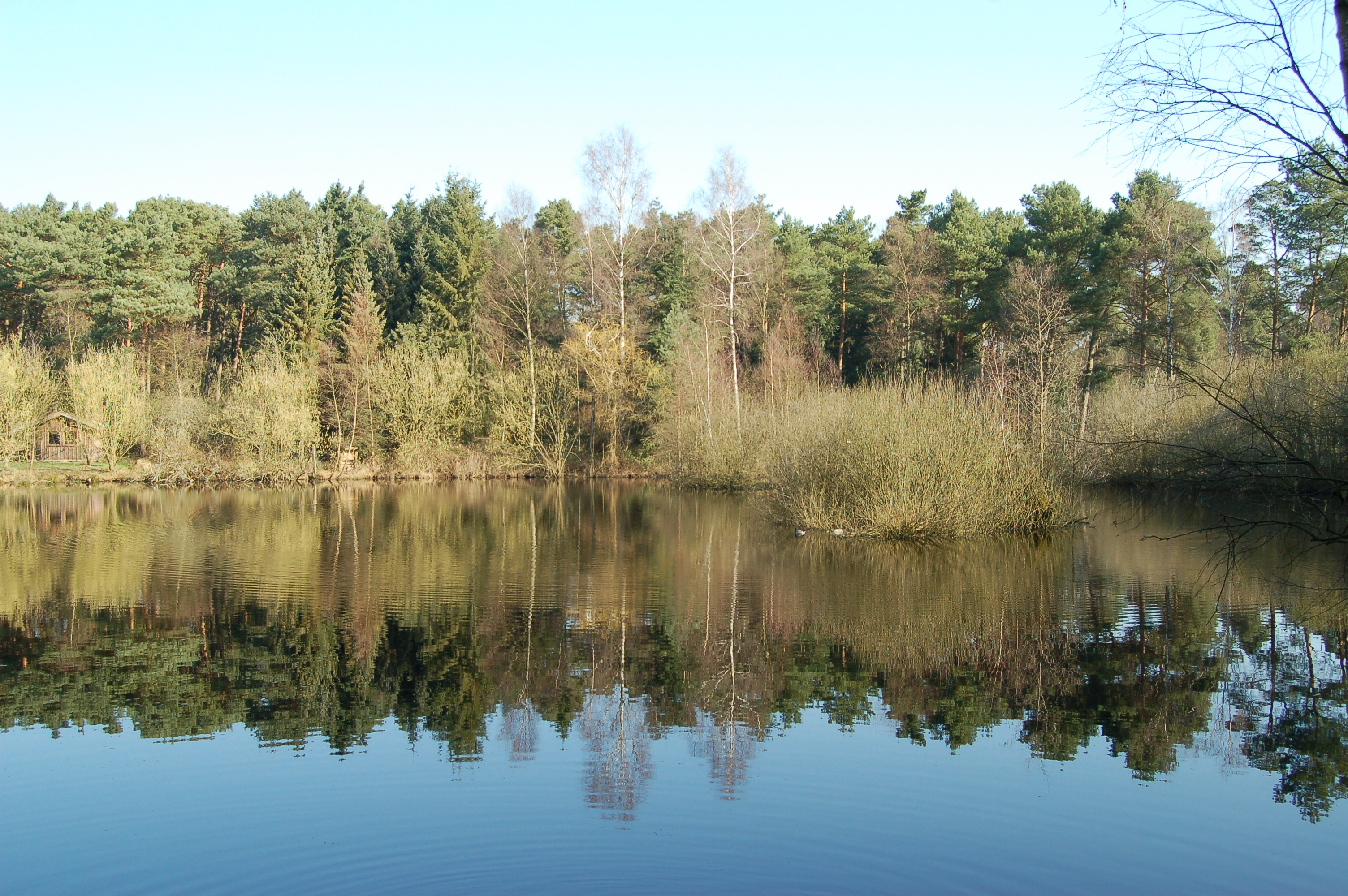
Llac al bosc de Klövensteen
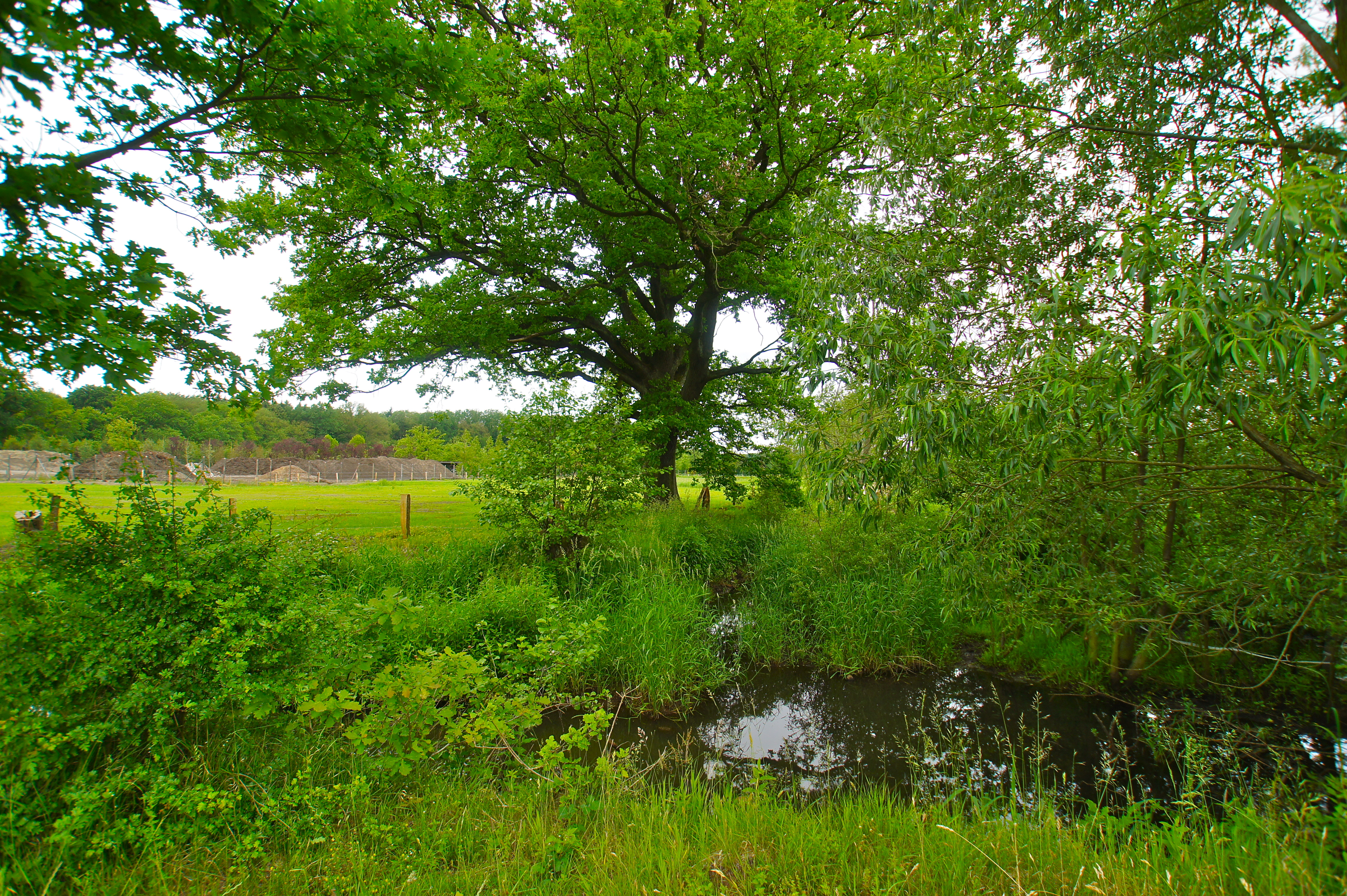
Aiguabarreig del Laufgraben al Wedeler Au
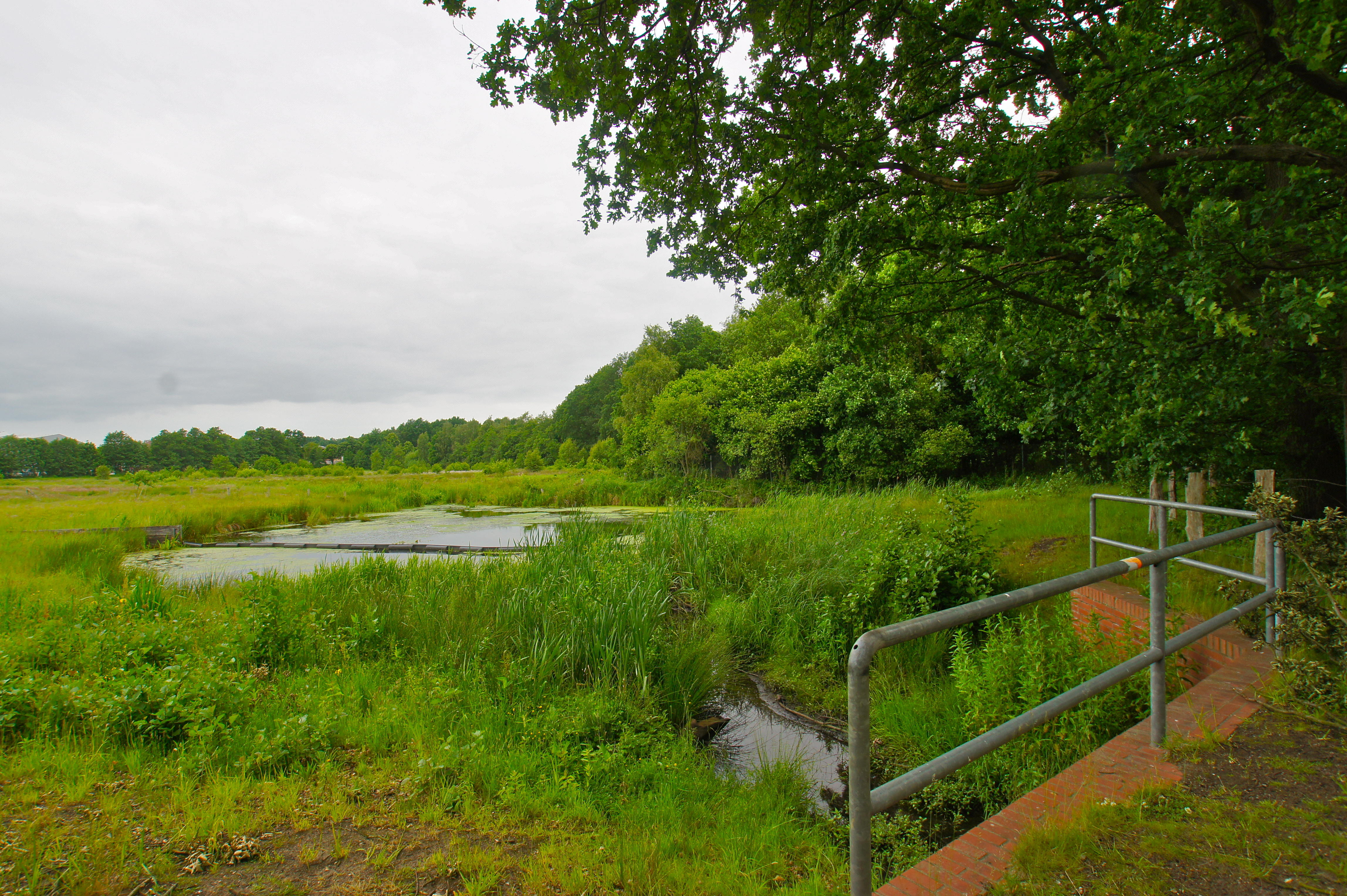
Aiguamoll i estany al Rissener Dorfgraben